# Sloanea petenensis
Sloanea petenensis là một loài thực vật có hoa trong họ Côm. Loài này được Standl. & Steyerm. miêu tả khoa học đầu tiên năm 1944.